# Denkmal für die Aufstände in Oberschlesien

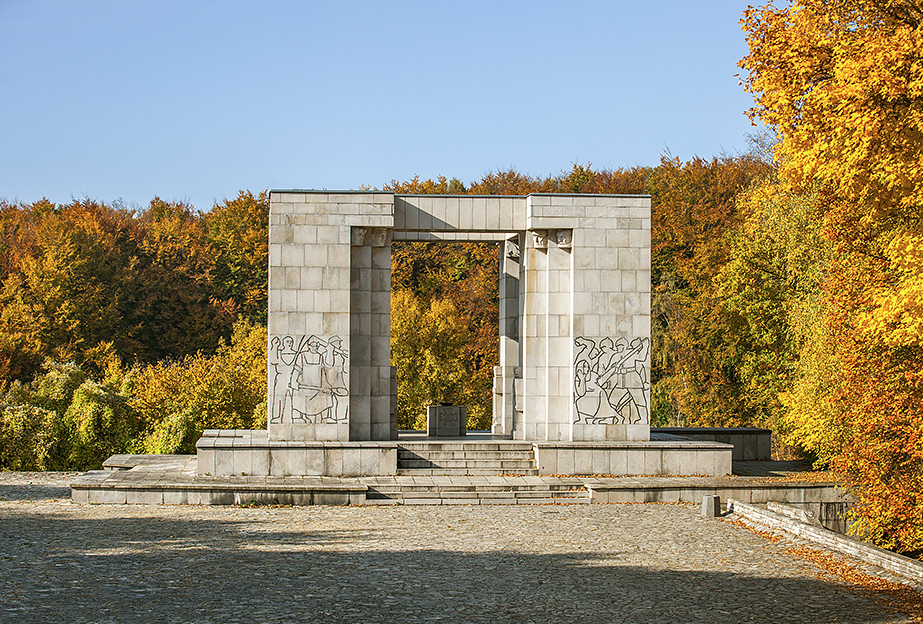
Das Denkmal

Das Denkmal für die Aufstände in Oberschlesien (offiziell: Denkmal der Aufständischen Tat (Pomnik Czynu Powstańczego)) auf dem St. Annaberg in Schlesien erinnert unter anderem an die Aufstände in Oberschlesien (1919–1921). Das kommunistische Monumentaldenkmal aus Granitstein entstand 1955 in der Zeit der Volksrepublik Polen.

## Vorgeschichte
Auf dem Felsplateau, Teil des St. Annaberges, wurde in der Zeit des Nationalsozialismus von 1936 bis 1938 das Ehrenmal Annaberg (auch Freikorpsehrenmal) errichtet, etwa zeitgleich mit der benachbarten Feierstätte der Schlesier. Während das Ehrenmal nach Ende des Zweiten Weltkrieges auf Beschluss der polnischen Behörden abgerissen wurde, blieb die Feierstätte in Gestalt eines Freilichttheaters erhalten.

## Entstehung

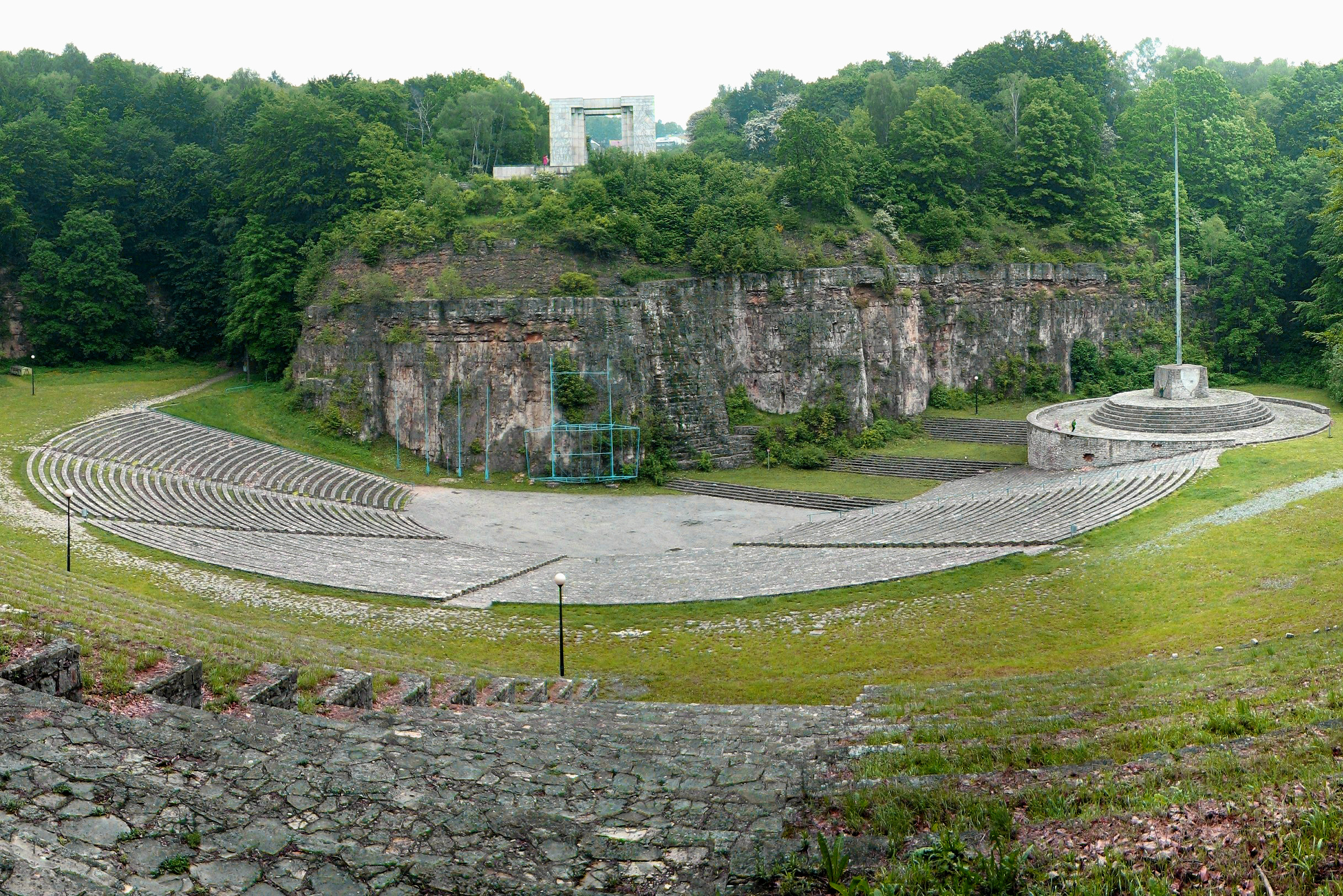
Denkmal und Felsplateau, im Vordergrund das Freilichttheater

An die frei gewordene Stelle sollte ein neues, polnisches Denkmal rücken. Der Entwurf des Bildhauers Xawery Dunikowski für ein Denkmal für die polnischen Aufständischen auf dem Annaberg wurde am 16. August 1946 ausgewählt. 1947 ordnete Aleksander Zawadzki als Woiwode  der Woiwodschaft Schlesiens an, zusätzlich die Geschichte des Kampfes um das Polentum Schlesiens, von der Piastenzeit bis zum Zweiten Weltkrieg, zu berücksichtigen.
Die feierliche Enthüllung fand am 19. Juni 1955 statt.

## Architektur, Bildsprache
Das Denkmal besteht aus vier Pylonen aus Granitblöcken mit den Maßen 100 × 80 × 40 cm und einer Höhe von 11 Metern (2 Meter sind im Granitsockel versteckt). In der Mitte des Sockels befindet sich ein riesiger Raum, der nie bebaut wurde. Von dort gelangt man in das Innere der Pylone. Auf den Pylonen sind Szenen zu sehen, die die Geschichte des Kampfes um das Polentum Schlesiens veranschaulichen: in die Schlacht ziehende polnische Aufständische, protestierende schlesische Arbeiter, der Schulstreik 1934, deutsche Gewalttaten, die Rote Armee und die Polnische Volksarmee, sowie die internationalen Manifestationen für den Weltfrieden.

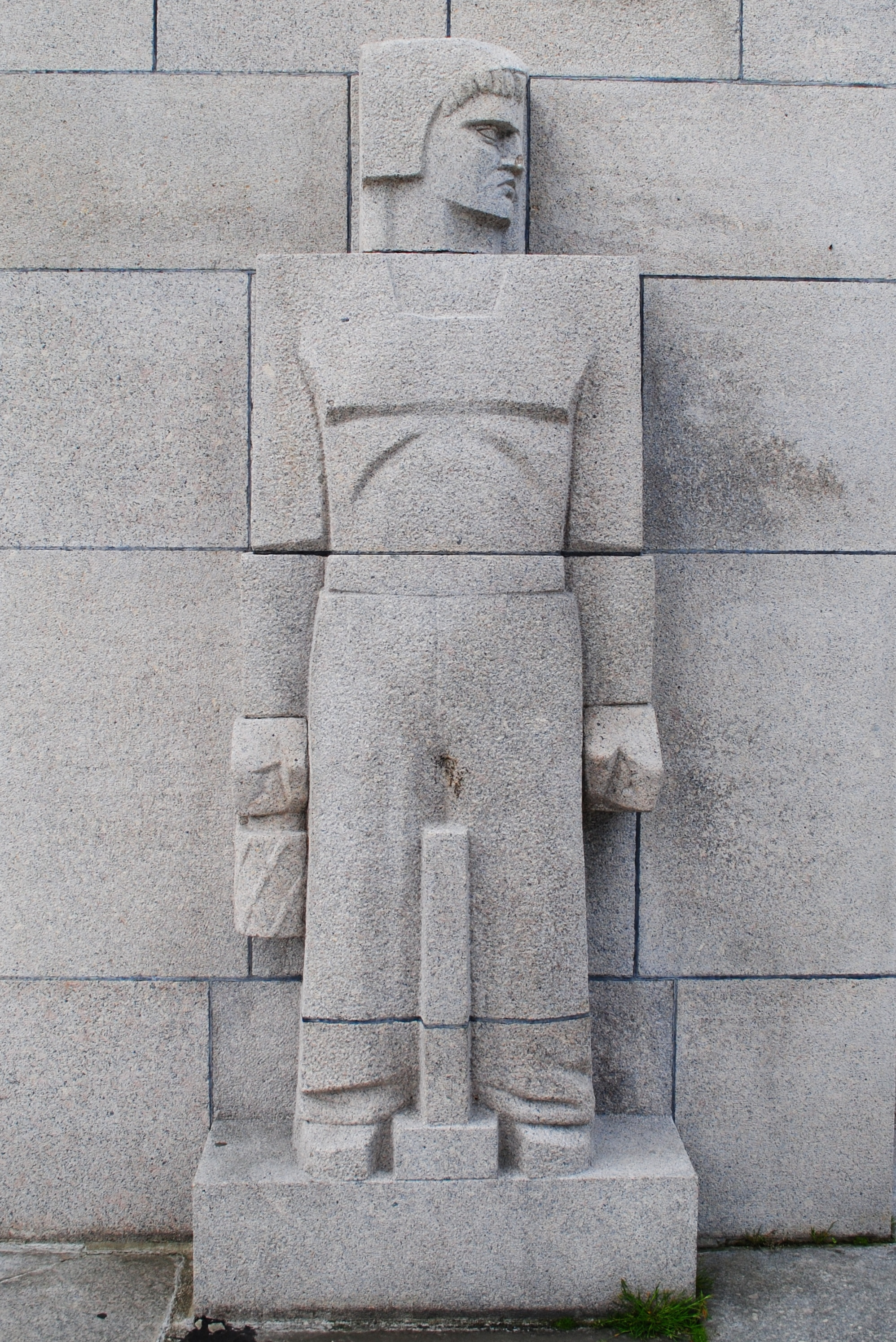
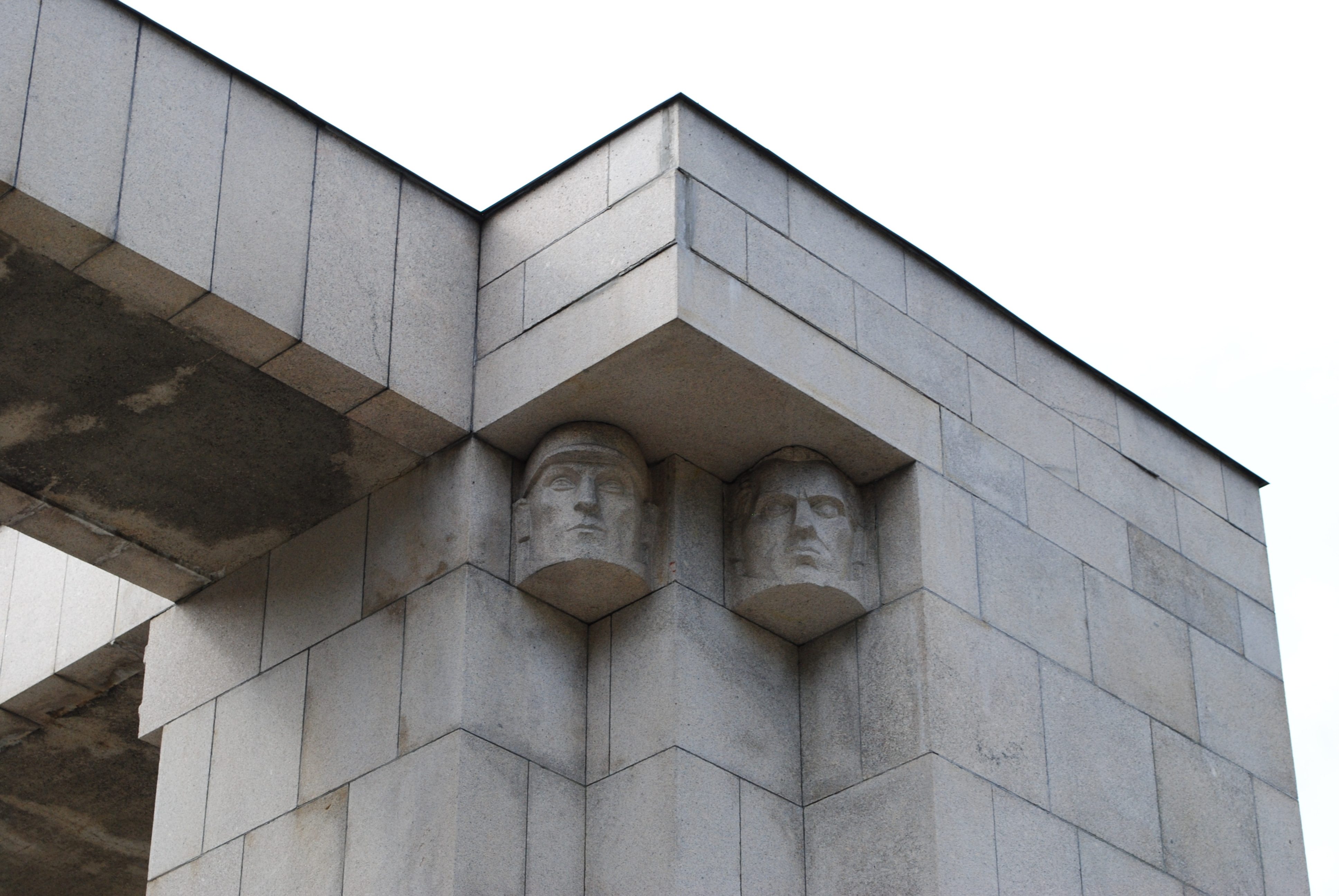
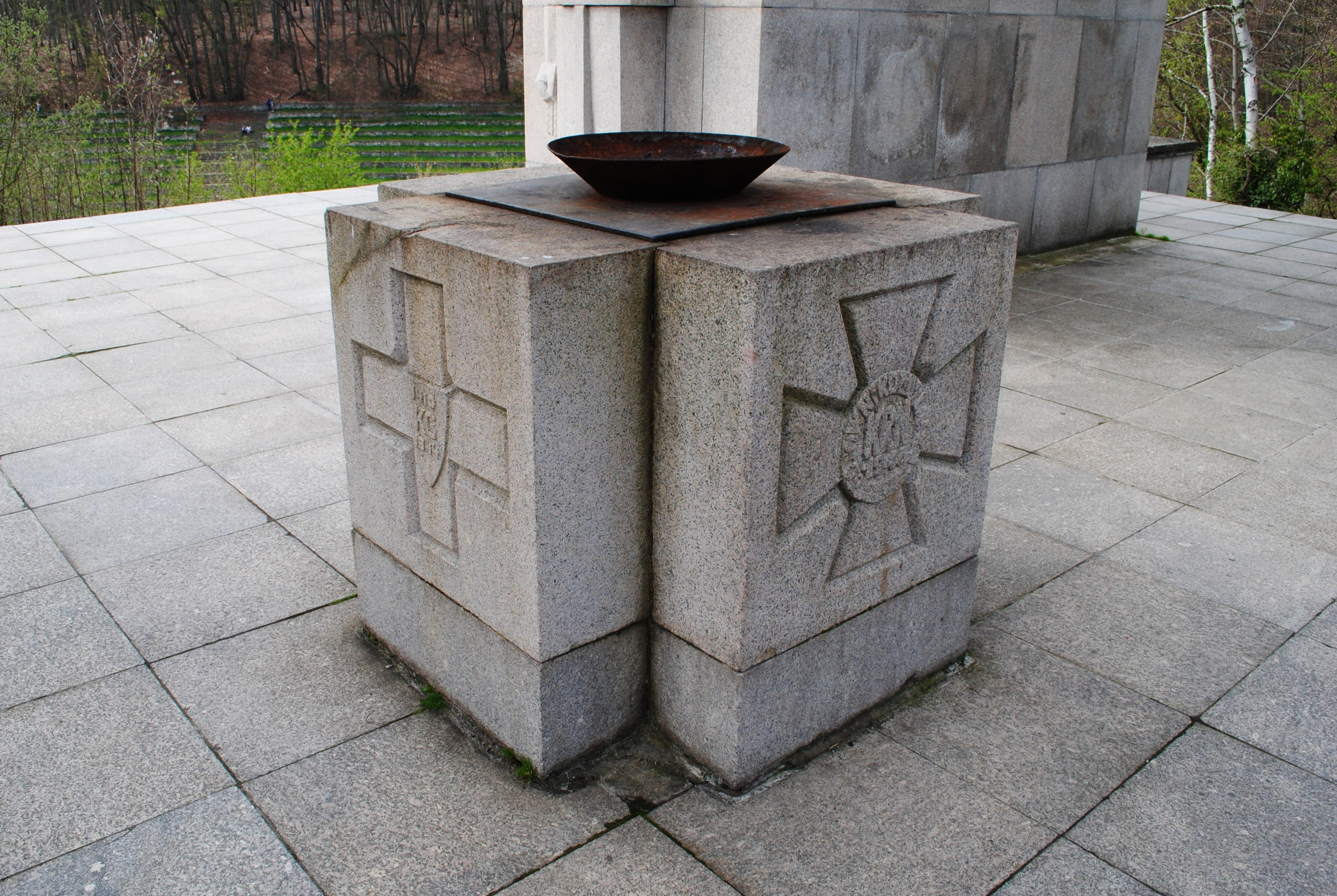
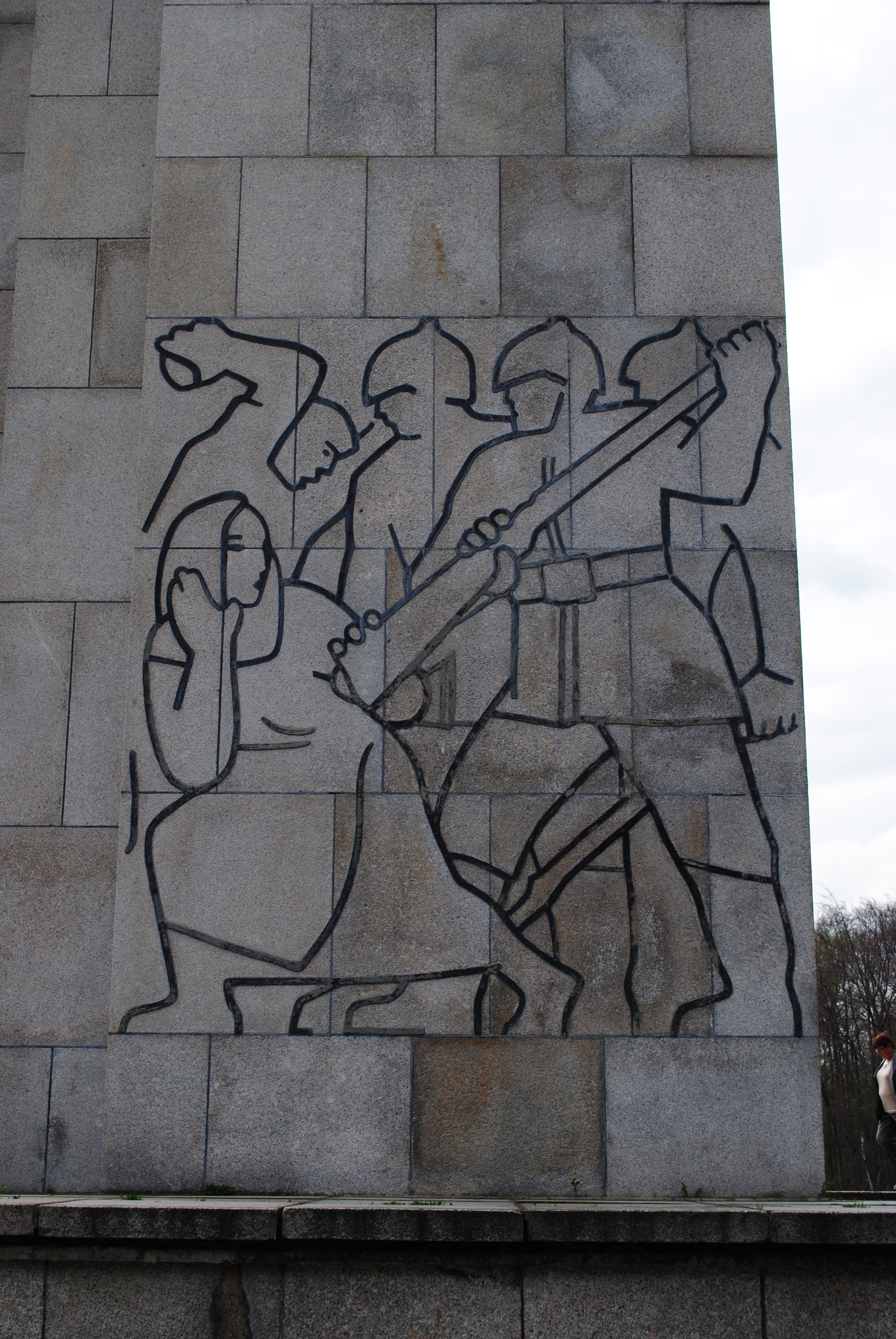

## Kritik
Nach Ansicht von Kritikern verklärt das Denkmal die Aufstände; nach der Erweiterung der Denkmalsidee 1947 verkläre es zudem die Geschichte Schlesiens. Es gilt bis heute, vor allem unter den einheimischen Schlesiern, als besonders kontrovers.
Das Denkmal zeigt Motive mit Ereignissen und Jahreszahlen, die sich keinen tatsächlichen Ereignissen zuordnen lassen. Eines davon ist Niemcza 950, der Ort und die Burg Nimptsch selbst wurden jedoch erst 990 erstmalig erwähnt, als der zu Böhmen gehörende Ort von Polen erobert wurde. Daneben erscheint ein Schulstreik mit der Jahreszahl 1934, den es ebenso nicht gegeben hat.

## Nach 2000
In den 2000er und 2010er Jahren fiel das Denkmal besonders durch Versammlungen und Feiern polnischer Rechtsextremisten auf, die häufig Organisationen aus Breslau bzw. der Woiwodschaft Niederschlesien angehörten und von dort anreisten. Dabei gipfelten diese Treffen in Skandalen wie dem Zeigen des Hitlergrußes.
Nach dem Willen polnischer Institute und Ministerien soll das Denkmal, das zum Beispiel Hammer und Sichel zeigt, während einer anvisierten Sanierung dekommunisiert werden.